# Call of Duty: Advanced Warfare
Call of Duty: Advanced Warfare – gra komputerowa z gatunku first-person shooter stworzona z myślą o komputerach osobistych oraz konsolach Xbox 360, PlayStation 3, PlayStation 4 i Xbox One. Jest to jedenasta odsłona serii gier, a także pierwsza odsłona, której głównym producentem zostało studio Sledgehammer Games. To trzecie studio (po Infinity Ward oraz Treyarch) sprawiło, iż seria popularnych strzelanin przeszła na trzyletni okres produkcyjny. Grę wydano 4 listopada 2014 roku.

## Fabuła
Akcja gry rozgrywa się w 2052 roku. Fabuła opowiada o losach korporacji ATLAS, której głównym zadaniem jest odzyskanie swoich sił po globalnym ataku na wojsko i infrastrukturę. Dowodzi nim Jonathan Irons (zarówno głosu, jak i wyglądu postaci użyczył amerykański aktor Kevin Spacey).

## Rozgrywka
Główny bohater może korzystać z egzoszkieletu. Pozwala on na zwiększenie umiejętności żołnierza np. daleki skok czy spowolnienie akcji gry.

## Produkcja i wydanie
Grę zapowiedziano 1 maja 2014 roku. Tego samego dnia opublikowano zwiastun oraz pierwsze zrzuty ekranowe.
Call of Duty: Advanced Warfare podobnie jak poprzednie odsłony serii jest dystrybuowany w edycji standardowej i kolekcjonerskiej. 30 lipca 2014 roku zostały ujawnione 3 rodzaje kolekcjonerskiego wydania, z czego jedna (Digital Pro Edition) ukaże się w późniejszym terminie niż pozostałe oraz będzie dostępna tylko w elektronicznej wersji:
- Atlas Limited Edition – zawiera egzoszkielet Atlas, hełm, przewodnik ATLAS: Advanced Soldier, steelbook, ścieżkę dźwiękową, bonusową mapę przeznaczoną do rozgrywek w trybie gry wieloosobowej, dodatkowe uzbrojenie (karabinek szturmowy BAL-27 AE oraz pistolet Atlas 45 AE), kartę, zestawy wsparcia oraz token upoważniający do przedwczesnego odblokowania dostępu do ulepszeń egzoszkieletu.
- Atlas Pro Edition – zawiera to samo, co Limited Edition, jednak w tym wydaniu znajduje się dodatkowo Season Pass. Digital Pro Edition natomiast jest cyfrową odmianą tego wydania[6].